# Luigi Roberto Cona
Luigi Roberto Cona (Niscemi, 10 novembre 1965) è un arcivescovo cattolico italiano e diplomatico della Santa Sede, dal 26 ottobre 2022 nunzio apostolico in El Salvador.

## Biografia
È nato a Niscemi, in provincia di Caltanissetta e diocesi di Piazza Armerina, il 10 novembre 1965. 

### Formazione e ministero sacerdotale
Ha compiuto gli studi teologici presso l'Istituto teologico "San Paolo" di Catania, laureandosi in teologia dogmatica.
Il 28 aprile 1990 è stato ordinato presbitero per la diocesi di Piazza Armerina dal vescovo Vincenzo Cirrincione.
Dall'ottobre del 1991 fino al 2001 è stato parroco della parrocchia Santa Maria d'Itria a Piazza Armerina. È stato membro del Consiglio presbiterale diocesano.
È entrato nel Servizio Diplomatico della Santa Sede il 1º luglio 2003, prestando la propria opera presso le rappresentanze pontificie in Panama, Portogallo, Camerun, Marocco, Giordania e Turchia, presso la sezione per gli affari generali della Segreteria di Stato e nella nunziatura apostolica in Italia.
Il 24 ottobre 2019 è stato nominato assessore per gli affari generali della Segreteria di Stato della Santa Sede da papa Francesco.

### Ministero episcopale
Il 26 ottobre 2022 papa Francesco lo ha nominato arcivescovo titolare, titolo personale di Sala Consilina, e nunzio apostolico in El Salvador. Il 2 dicembre 2022 ha ricevuto l'ordinazione episcopale, all'altare della Cattedra nella basilica di San Pietro in Vaticano, dal cardinale Pietro Parolin, segretario di Stato della Santa Sede, co-consacranti Edgar Peña Parra, sostituto per gli affari generali e Rosario Gisana, vescovo di Piazza Armerina.

## Stemma e motto

### Blasonatura
D’azzurro, ai tre gigli d’argento mal ordinati, accompagnati in punta da tre cime all’italiana, di bruno e bordate di chiaro; al capo del primo, all’agnello passante con il capo rivoltato, nimbato d’oro, portante un pastorale dello stesso posto in sbarra. Separa il capo dal resto un festone di foglie intrecciate, caricato da cinque arance.
Lo scudo, accollato a una croce astile patriarcale d’oro, posta in palo, è timbrato dal galero verde. Le nappe, in numero di venti, sono disposte dieci per parte, in quattro ordini di 1, 2, 3, 4. Sotto lo scudo, nella lista svolazzante d’argento, il motto in lettere maiuscole di nero: Mitis et humilis corde.

## Genealogia episcopale e successione apostolica
La genealogia episcopale è:
- Cardinale Scipione Rebiba
- Cardinale Giulio Antonio Santori
- Cardinale Girolamo Bernerio
- Arcivescovo Galeazzo Sanvitale
- Cardinale Ludovico Ludovisi
- Cardinale Luigi Caetani
- Cardinale Ulderico Carpegna
- Cardinale Paluzzo Paluzzi Altieri degli Albertoni
- Papa Benedetto XIII
- Papa Benedetto XIV
- Papa Clemente XIII
- Cardinale Bernardino Giraud
- Cardinale Alessandro Mattei
- Cardinale Pietro Francesco Galleffi
- Cardinale Giacomo Filippo Fransoni
- Arcivescovo Antonio Saverio De Luca
- Arcivescovo Gregor Leonhard Andreas von Scherr
- Arcivescovo Friedrich von Schreiber
- Arcivescovo Franz Joseph von Stein
- Arcivescovo Joseph von Schork
- Vescovo Ferdinand von Schlör
- Arcivescovo Johann Jakob von Hauck
- Vescovo Ludwig Sebastian
- Cardinale Joseph Wendel
- Arcivescovo Josef Schneider
- Vescovo Josef Stangl
- Papa Benedetto XVI
- Cardinale Pietro Parolin
- Arcivescovo Luigi Roberto Cona

La successione apostolica è:
- Vescovo Reinaldo Sorto Martínez (2024)